# Football League War Cup
Football League War Cup (pl. Puchar Piłkarskiej Ligi Wojennej) – rozgrywki piłkarskie w Anglii, mające miejsce podczas II wojny światowej, w latach 1939–1945. Finał rozgrywano na Stadion Wembley.
Pierwszym zwycięzcą rozgrywek byli piłkarze West Ham United. Wówczas w czerwcu 1940 roku wygrali oni z Blackburn Rovers 1-0 po bramce Sam Small w 34. minucie. W 1941 roku drużyna Preston North End wygrała puchar, w 1942 roku Wolves pokonując Sunderland.
Od 1942 współzawodnictwo rozdzielono na północ (North) i południe (South), natomiast zwycięzcy tych grup grali ze sobą dogrywkę.

## Finały
| Sezon     | Rozgrywki             | Drużyny                              | Wynik |
| --------- | --------------------- | ------------------------------------ | ----- |
| 1939/1940 | War Cup               | West Ham United – Blackburn Rovers   | 1-0   |
| 1940/1941 | War Cup               | Preston North End – Arsenal          | 1-1   |
| 1940/1941 | Powtórka              | Preston North End v- Arsenal         | 2-1   |
| 1941/1942 | War Cup               | Wolverhampton Wanderers – Sunderland | 2-2   |
| 1941/1942 | Powtórka              | Wolverhampton Wanderers – Sunderland | 4-1   |
| 1942/1943 | War Cup North         | Blackpool – Sheffield Wednesday      | 2-2   |
| 1942/1943 | Powtórka              | Blackpool – Sheffield Wednesday      | 2-1   |
| 1942/1943 | War Cup South         | Arsenal – Charlton Athletic          | 7-1   |
| 1942/1943 | Play-off              | Blackpool – Arsenal                  | 4-2   |
| 1943/1944 | War Cup North 1st leg | Blackpool – Aston Villa              | 2-1   |
| 1943/1944 | War Cup North 2nd leg | Aston Villa – Blackpool              | 4-2   |
| 1943/1944 | War Cup South         | Charlton Athletic – Chelsea          | 3-1   |
| 1943/1944 | Play-off              | Aston Villa – Charlton Athletic      | 1-1*  |
| 1944/1945 | War Cup North 1st leg | Bolton Wanderers – Manchester United | 1-0   |
| 1944/1945 | War Cup North 2nd leg | Manchester United – Bolton Wanderers | 2-2   |
| 1944/1945 | War Cup South         | Chelsea – Millwall                   | 2-0   |
| 1944/1945 | Play-off              | Bolton Wanderers – Chelsea           | 2-1   |